# Achtung Harry! Augen auf!
Achtung Harry! Augen auf! ist ein deutscher Action-Stummfilm aus dem Jahre 1926 von und mit Harry Piel.

## Handlung
Der junge Student Harry, ein Abenteurer und Draufgänger, schafft sich mit Nachdruck Einlass in das Zimmer des Chefredakteurs des Kontinental-Kuriers, der Zeitung vor Ort. Er will unbedingt eine Geschichte über die Verbrecherwelt, die so genannten „Apachen“, schreiben und aus diesem Grunde sechs Wochen lang unter diesen Banden verkehren. Er als „Lokalreporter“ wolle dann als spannende Fortsetzungsgeschichte in eben diesem Kontinental-Kurier veröffentlichen. Man willigt schließlich ein, und tatsächlich gelingt Harry der Zugang. 
Er bekommt einiges von den Ganoven heraus; auch dass ein Einbruch in die Villa des Verlegers des Kontinental-Kuriers, Graham Horst, geplant wird. Harry, eine ehrliche Haut mit Löwenmut, weiß dies natürlich zu verhindern. Der zweite noch sehr viel dramatischere Fall betrifft des Verlegers Töchterlein, Ethel Horst. Sie wird nämlich von Mädchenhändlern entführt und soll ins Ausland verkauft werden. Harry kann sie aus den Klauen der Verbrecher befreien und bekommt sie zum Dank als seine Ehefrau.

## Produktionsnotizen
Achtung Harry! Augen auf!, oft auch mit dem Untertitel Sechs Wochen unter den Apachen versehen, entstand im Juli und August 1926 in den Filmstudios von Staaken, passierte am 3. September 1926 die Filmzensur und erhielt Jugendverbot. Der Film besaß acht Akte und war 3256 Meter lang. Die Uraufführung erfolgte am 14. September 1926 im Marmorhaus. In Österreich lief der Streifen am 4. März 1927 unter dem Titel Sechs Wochen unter Apachen an.
Die Filmbauten entwarf Willi A. Herrmann. Edmund Heuberger hatte die Aufnahmeleitung.

## Kritik
Paimann’s Filmlisten resümierte: „Dieser Harry Piel-Film ist in seinem Sujet weitaus logischer als die letzten dieser Serie, während die Ausführung wieder allen Traditionen der Gemeinde seines Hauptdarstellers getreu bleibt. Er ist recht spannend gearbeitet …“